# 博城
博城（英語：Bo）是塞拉利昂的一座城市，也是南部省的首府和最大城市。